# Göteborgs etnografiska museum

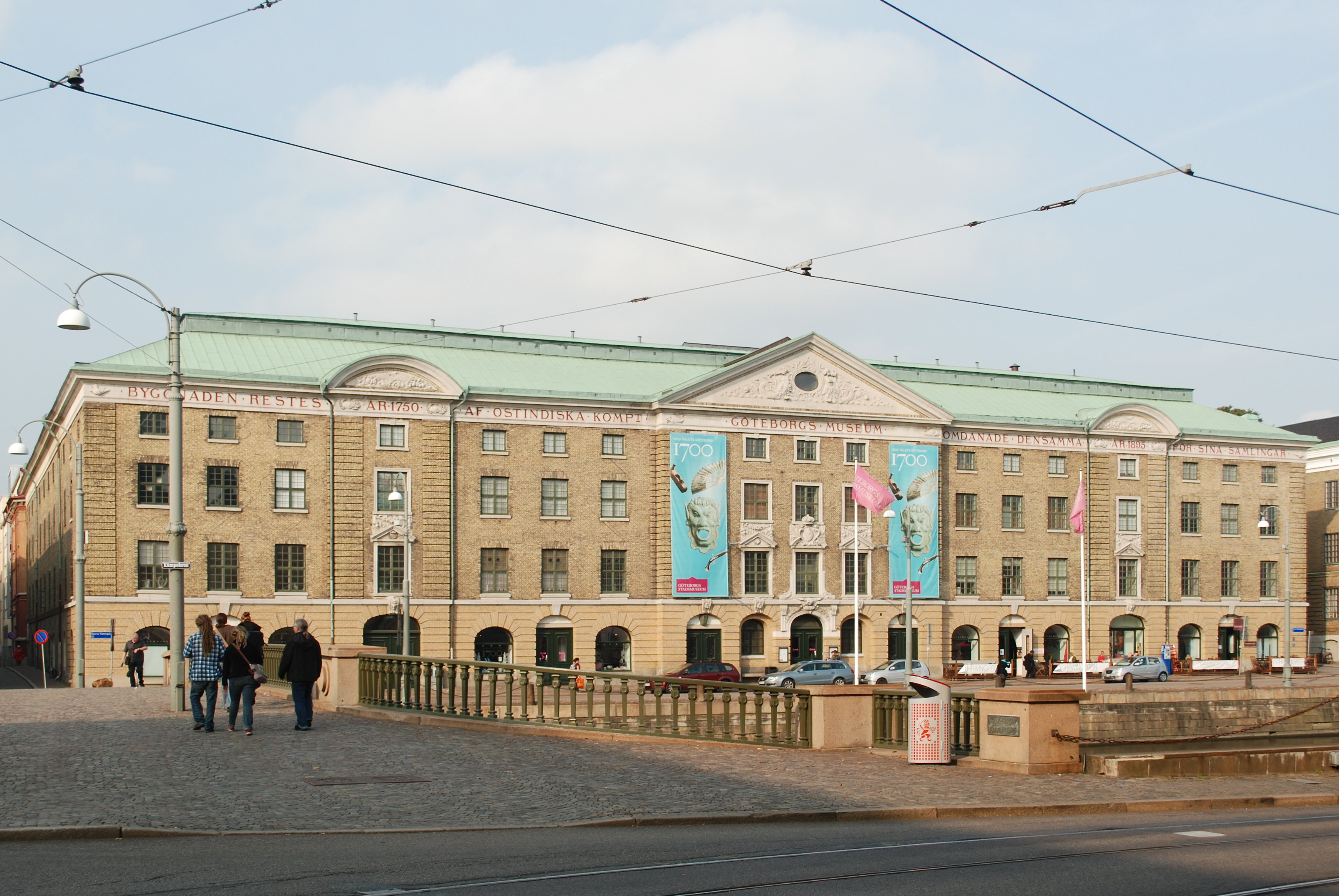
Göteborgs museums etnografiska samlingar och Göteborgs etnografiska museum fanns i Ostindiska huset fram till 1993.

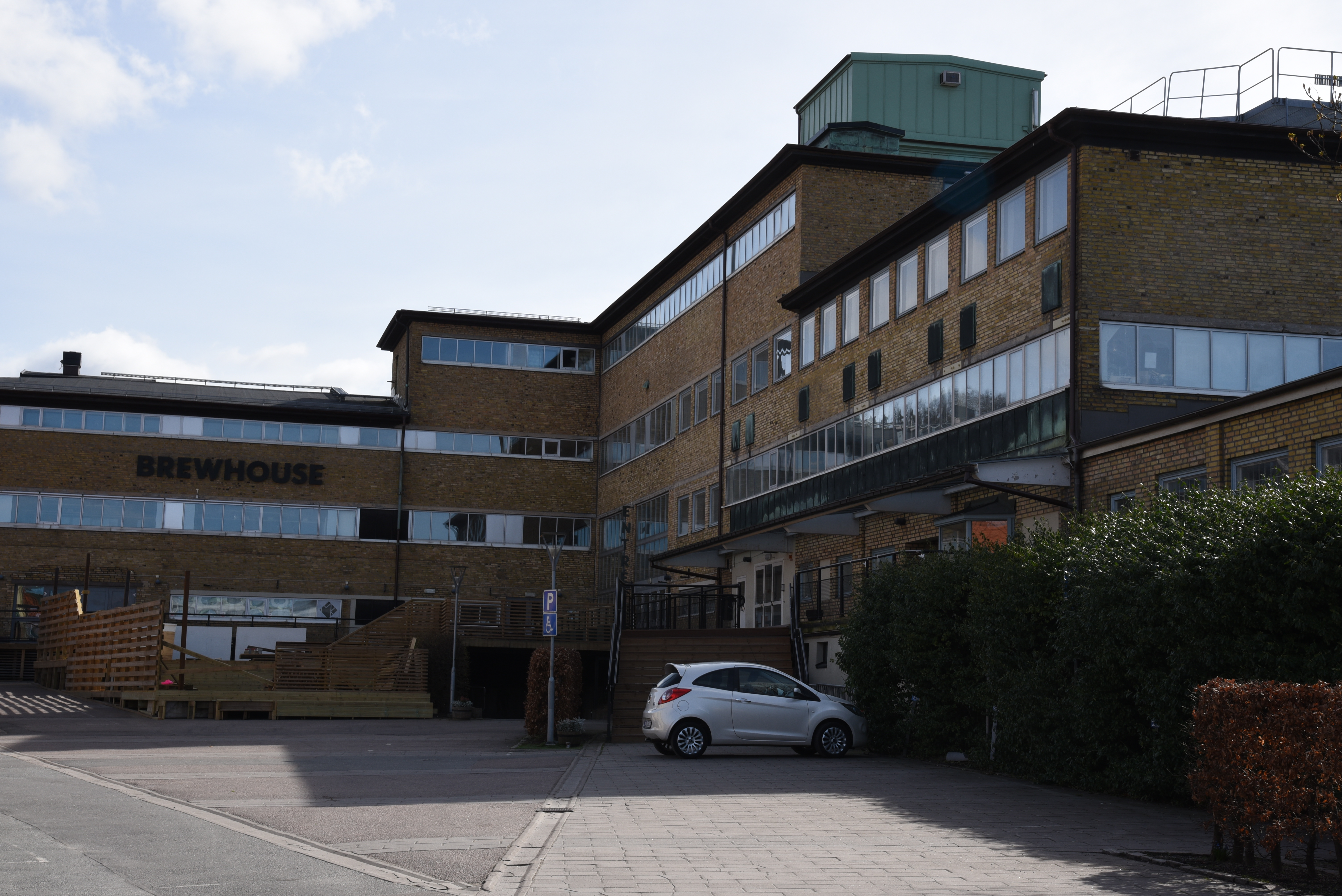
Apotekarnes vattenfabrik vid Åvägen 24, som inhyste Göteborgs etnografiska museum under åren 1994-1999.

Göteborgs etnografiska museum var ett kommunalt etnografiskt museum i Göteborg, vilket formellt bildades 1946 av den tidigare etnografiska avdelningen på Göteborgs museum.
Det nybildade Göteborgs museum flyttade i december 1861 in i Ostindiska huset. År 1865 tillträdde Gustaf Henrik Brusewitz som förste intendent med ansvar för etnografi som chef för museets historisk-etnografiska avdelning, inklusive de arkeologiska samlingarna. Avdelnings samlingar inrymdes då i fem skåp.
När Brusewitz slutligen avgått vid hög ålder hade samlingarna växt till att omfatta flera stora salar och rum. Museet etnografiska del utvidgades under efterträdarna Albert Ulrik Bååth och Erland Nordenskiöld och byggde under den sistnämnde upp en sydamerikansk profil, inte minst med Paracassamlingen i Göteborg.
Göteborgs museums etnografiska avdelning blev 1946 formellt ett eget museum under namnet Göteborgs etnografiska museum, men delade även fortsättningsvis lokalerna i Ostindiska huset med Göteborgs museum fram till 1993. I samband med bildandet av Göteborgs stadsmuseum flyttade Göteborgs etnografiska museum då in i de lokaler som Göteborgs industrimuseum tidigare hade disponerat i Apotekarnes vattenfabrik i Gårda. 
Göteborgs etnografiska museum invigdes 1994 i sina nya lokaler i Gårda. Det efterträddes 1999 av det statliga Världskulturmuseet inom den statliga myndigheten Statens museer för världskultur. Museet i Gårda stängdes 2000 för att återöppnas i Världskulturmuseets nybyggda lokaler vid Korsvägen i december 2004.

## Intendenter med ansvar för etnografi på Göteborgs museum
- 1865-91[4] Gustaf Henrik Brusewitz (1803-99), som var den förste intendenten för Göteborgs museums historisk-etnografiska avdelning (inklusive  de arkeologiska samlingarna.  "När B. tillträdde befattningen vid museet, voro de historisk-etnografiska samlingarna inrymda i fem skåp, medan de vid hans avgång upptogo flera stora salar och rum."(SBL GHB)
- 1891-1912  Albert Ulrik Bååth (1853-1912) , efterträdare till Brusewitz efterträdare som chef för en konstindustriell och etnografisk avdelning, omvandlad 1903 till en kulturhistorisk-etnografisk avdelning och 1905 till en etnografisk avdelning.
- 1913-32 Erland Nordenskiöld (1877-1932), efterträdare till som intendent för Göteborgs museums etnografiska avdelning
- 1933-42 Walter Kaudern (1881-1942) efterträdare till Nordenskiöld som intendent för Göteborgs museums etnografiska avdelning
- 1943-1946 Karl Gustav Izikowitz (1903-84), efterträdare som intendent för Göteborgs museums etnografiska avdelning och från 1946 chef för Göteborgs etnografiska museum

## Chefer för Göteborgs etnografiska museum
- 1946-67 Karl Gustav Izikowitz
- 1968-73 Henry Wassén (1908-96)
- 1973-95 Kjell Zetterström, tillförordnad chef, senare chef[5](1934-2011)
- 1995-98 Sven-Erik Isacsson (1947-2001)